# Довиль (сыр)
Дови́ль (фр. Deauville) — французский полумягкий сыр из коровьего молока с мытой коркой, изготавливаемый в окрестностях одноимённого города в департаменте Кальвадос.
Этот сыр является близким родственником другого мягкого французского сыра Пон-л’Эвек, однако отличается от него форм-фактором выпускаемых сырных головок.

## История
Рецепт сыра Довиль был разработан сыроваром Лёшевалье и в настоящее время изготавливается несколькими сыроварнями на территории департамента Кальвадос.

## Изготовление
Сыр производится в окрестностях города Довиль в департаменте Кальвадос. Для изготовления сыра используется частично обезжиренное коровье молоко. Вызревание сыра длится до 7 недель.

## Описание
Головки сыра имеют форму диска диаметром 12 сантиметров, высотой 4 сантиметра и весом 225 грамм. Головки покрыты тонкой влажной корочкой, которая в зависимости от времени вызревания может быть от оранжевого до коричневого цвета. Под коркой находится слегка клейкая и пластичная мякоть цвета слоновой кости.
Сыр обладает умеренным и сбалансированным сливочным вкусом с нотами парного молока и дрожжей, а также сильным ароматом, напоминающим запах фермы. Употребляется в качестве самостоятельного блюда, сочетается с яблочным джемом и свежим сидром.